# Erna Lenz
Erna Lenz (* 3. Juli 1900 in Berlin; † 23. Januar 1955 ebenda) war eine deutsche kommunistische Widerstandskämpferin.

## Leben
Lenz besuchte bis 1914 die Volksschule. Sie erlernte den Beruf Diamantenpoliererin und arbeitete mehrere Jahre bei der Firma Osram in Berlin-Moabit. 1918 trat sie in den Deutschen Metallarbeiter-Verband (DMV) ein. In den 1920er-Jahren engagierte sie sich politisch im Umfeld der KPD. Aufgrund ihres Berufes war Lenz mehrfach im Ausland tätig, unter anderem in Holland und in Finnland.
Im Juni 1930 ging sie mit ihrem damaligen Lebensgefährten Bernhard Zessin nach Moskau, um dort im Elektrosawod tätig zu werden. Nach der Trennung von Zessin kehrte Lenz bereits im August 1931 nach Berlin zurück. Sie wurde nun Mitglied in der KPD, für die sie Funktionen übernahm und sich später im Widerstand gegen das NS-Regime engagierte. Auch in die Rote Hilfe Deutschlands (RHD) trat sie ein.
Nach der Machtübernahme der Nationalsozialisten war Lenz im Umfeld der Unterbezirksleitung Berlin-Südost der illegalen KPD tätig. Am 31. August 1937 nahm sie die Gestapo in ihrer Wohnung in Berlin-Kreuzberg fest. Am 14. Juni 1939 verurteilte sie der III. Strafsenat des Berliner Kammergerichts wegen "Vorbereitung zum Hochverrat" – unter Anrechnung der Untersuchungshaft – zu zwei Jahren Zuchthausstrafe. Lenz verbüßte die restliche Strafe bis zum 14. September 1939 im Zuchthaus Cottbus.
Nach dem Ende des Zweiten Weltkrieges war Lenz im Berliner Hauptamt für Arbeit, später im VEB Glühlampenwerk in Berlin (Ost) beschäftigt. Sie lebte in Berlin-Kreuzberg, wo sie nach schwerer Krankheit, die auch auf die beschwerliche Haftzeit zurückgeführt wurde, verstarb.
Erna Lenz wurde auf dem Friedhof in Baumschulenweg (Berlin-Ost) bestattet.